# Меридський ботанічний сад
Меридський ботанічний сад (ісп. Centro Jardín Botánico de Mérida) — ботанічний сад у місті Мерида (штат Мерида, Венесуела). Заснований 1991 року, відкритий 8 грудня 2002 року. Ботанічний сад має міжнародний ідентифікаційний код MERC.

## Загальний опис
Ботанічний сад розташований на південно-східному схилі гір Сьєрра-Невада-де-Мерида на висоті близько 1800 метрів над рівнем моря, на горбистій місцевості з різними видами рельєфу, тут зустрічаються ділянки з крутими та пологими схилами, а також плато площею близько трьох гектарів. Середньорічна кількість опадів становить 2036 мм.
Ботанічний сад займає дилянку площею 44 гектари, яка була йому виділена Андским університетом. Більша частина території зайнята природним сосновим лісом. Сад розділений на зони в залежності від типу флори:
- ліс ксерофітів;
- сад водних рослин;
- сад лікарських рослин;
- сухі ліси;
- хмарний ліс з найбільшою в Венесуелі колекцією бромелієвих (близько 100 видів);
- колекція орхідей.

## Галерея

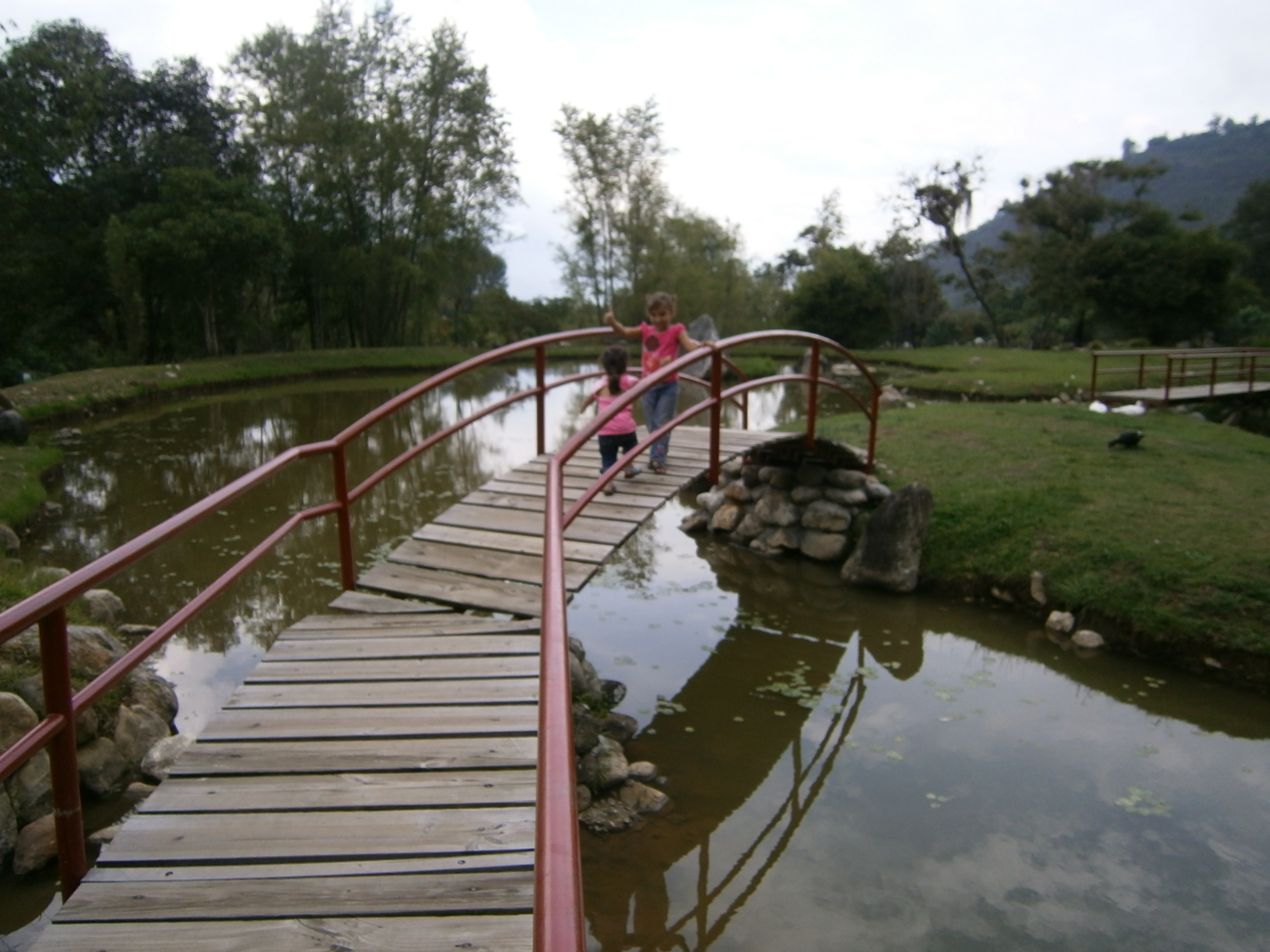
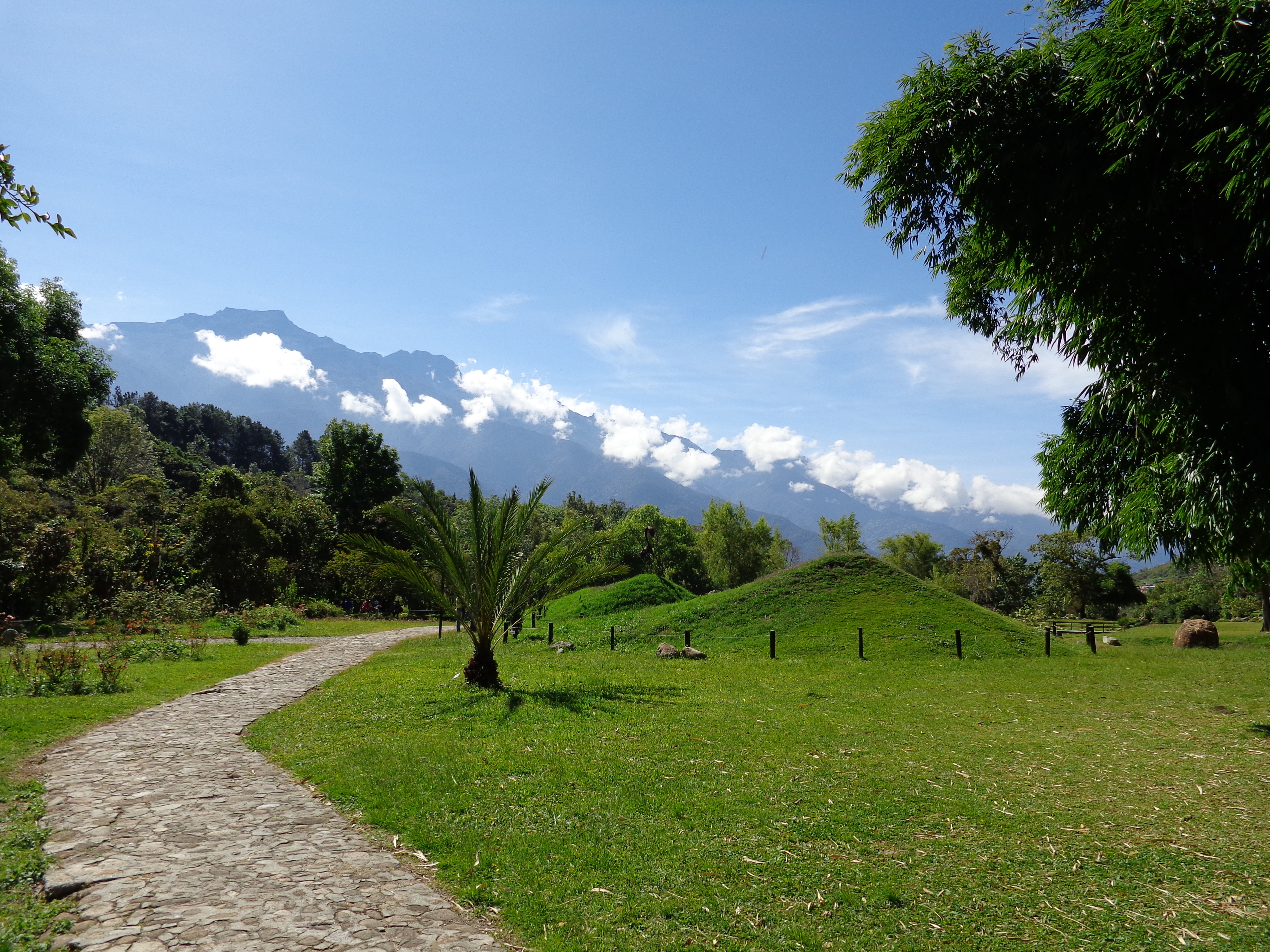
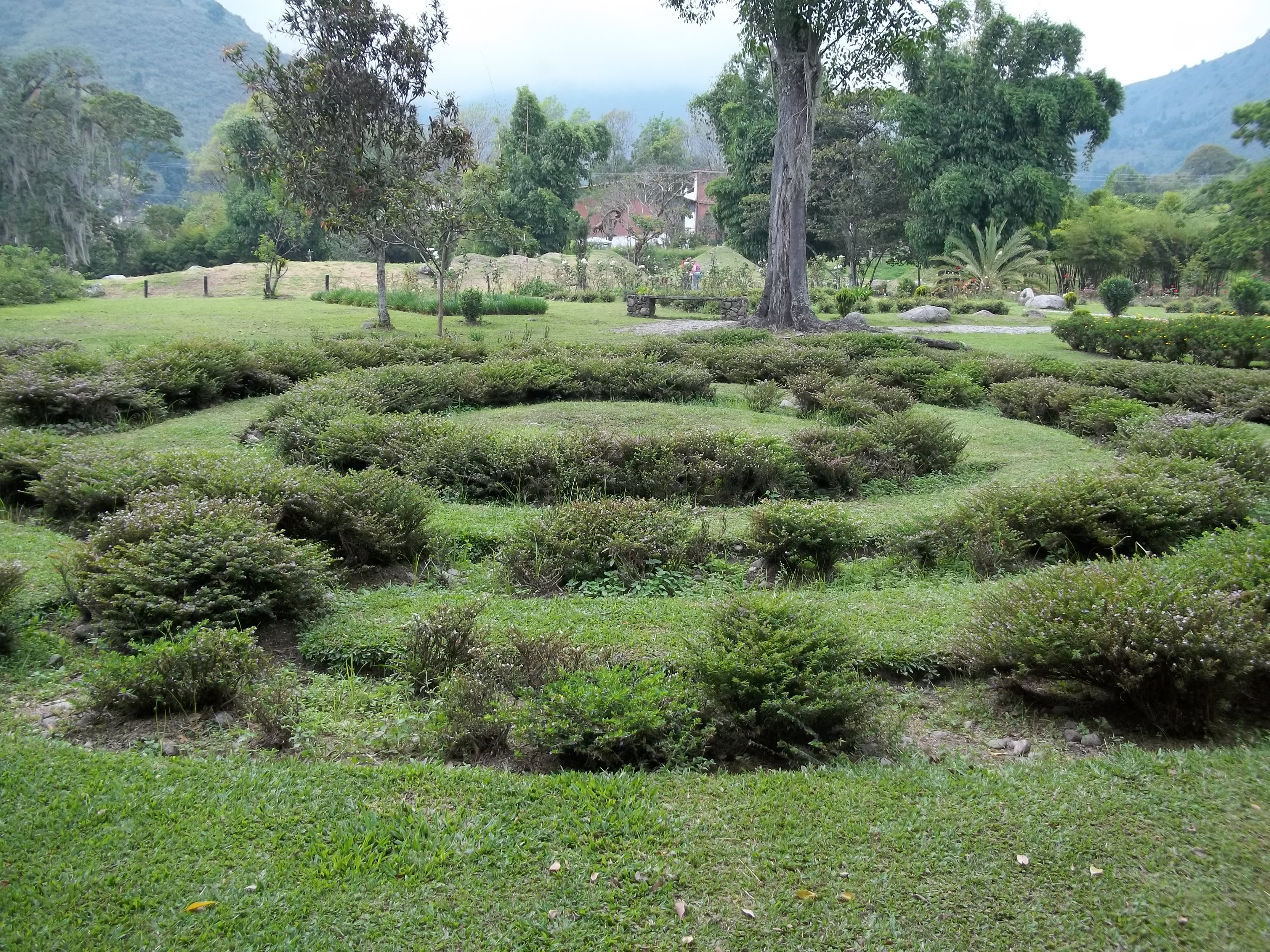
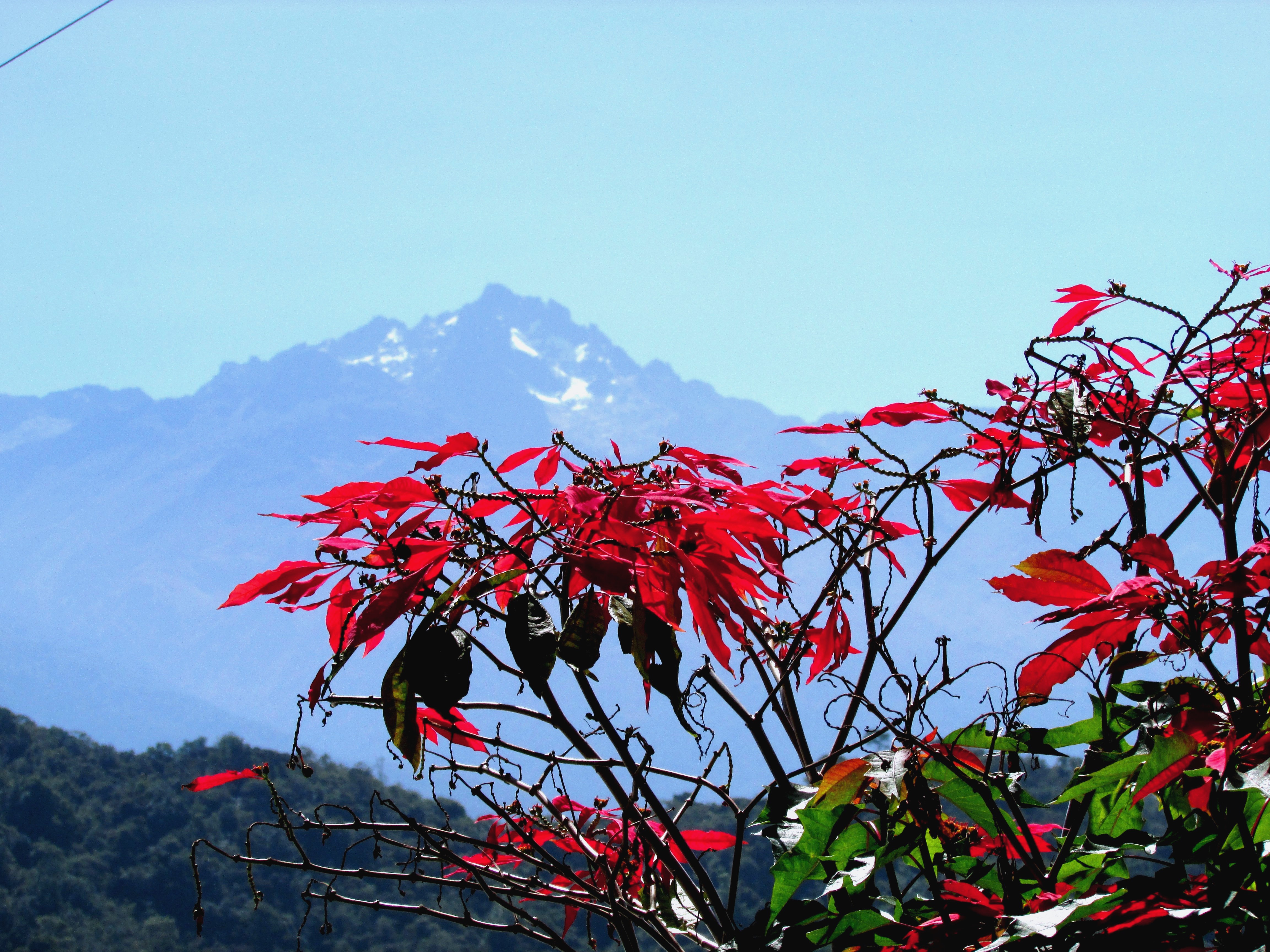
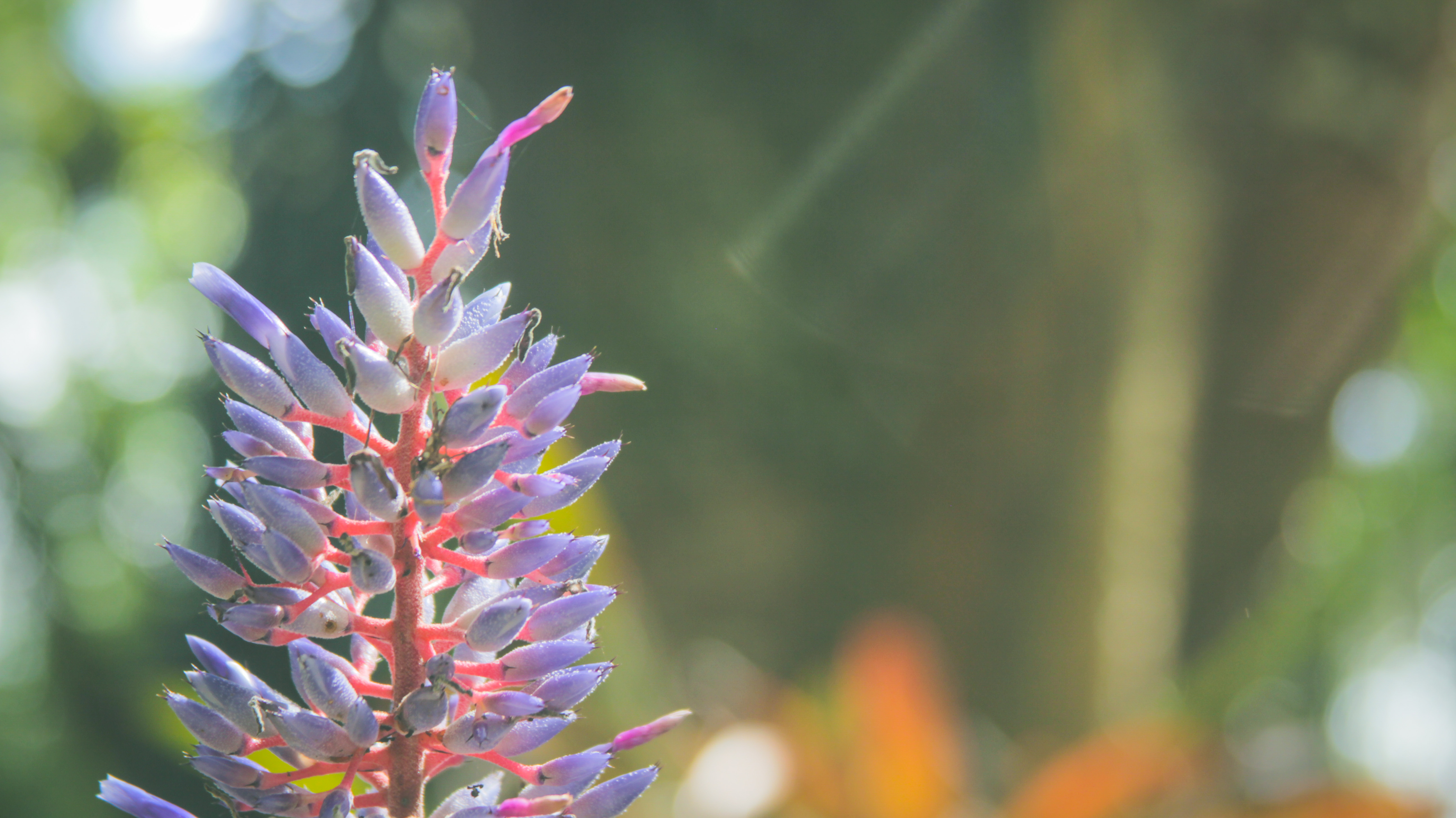

- Файл:Jardin Botanico de Merida.png